# キセノンオーバーライド
キセノンオーバーライド (Xenon override) とは、原子炉においてキセノン135の蓄積（または消滅）により一時的な更なる出力低下（または増加）を招く現象である。

## 概要
キセノン135は、原子炉内における核分裂反応によって生成される気体性放射性物質の一種で、中性子の吸収効果があるため、これが炉心に蓄積すると核分裂の進行が抑えられ、原子炉の熱出力が低下する。一方キセノン135は放射性物質であるため半減期をもって減少すると共に、中性子を吸収して消滅するため、その生成・消滅のバランスによってある量を境に減少に転じ、原子炉の熱出力が若干戻ったところで平衡に達する。
つまり、キセノン135の蓄積量は一度平衡に達すると、一定出力運転継続下では一定である。そこに原子炉の熱出力を低下させた場合、中性子の吸収による減少量が少なくなることから、時間を置いてピークに達する（運転停止の場合、約12時間後にピークとなる）。したがって、原子炉の熱出力を高出力から低出力に変えるとキセノン135が増加し、一時的に更なる原子炉の熱出力低下を招く。そして、キセノン135は減少に転じ、若干熱出力が増加した点で平衡に達する。なお、原子炉の熱出力を増加させた場合はその反対の現象が起こる。
このようにキセノンが媒介して中性子の吸収量増減と、原子炉の熱出力の変動が「数時間以上の単位でゆっくり起こる現象」が、一部で言われるキセノンオーバーライド現象であり、専門的にはキセノン出力安定性問題と言われる。
しかし、上記のように単純な原子炉の熱出力の上下動ではないことに注意が必要であり、これらの現象を「原子炉における、正の反応度フィードバック」と言うのは、厳密には誤りである。
1980年頃以降に営業運転を開始した一部の商用発電炉では既に設備的に負荷追従運転が可能な状態であり、電気事業法上も負荷追従運転が認可されているが、営業運転で負荷追従運転が実施されたのは四国電力伊方発電所で試験的に実施された件が唯一である。なお、試験・研究炉では日本国内外を問わず週末毎に起動停止や出力増減を繰り返す例は珍しくない。
また、負の反応度フィードバックは、自己制御性とも言われており、原子炉の安全性の一つとされている。

## 呼称

図中
(1) はキセノン^{135}濃度、(2) は原子炉停止後の連鎖反応度を示す（停止までの中性子束はφ=10^{18} 中性子/（m^{2}·秒）であった）。

キセノンオーバーライドと同様の現象（ひいてはチェルノブイリ事故の一因となった現象も含めて）としてヨウ素ピットという呼称がある。これはキセノン135生成の前段階の放射性物質であるヨウ素135（半減期6.57時間）に由来する。ヨウ素135自体は中性子吸収効果はそれほど大きくないが、崩壊により95%がキセノン135に変化する為、原子炉の挙動を注視する際には無視出来ない物質となる。
ヨウ素135やキセノン135は原子炉が定常運転中は生成・消滅が永続平衡状態にあるが、原子炉停止後はこの平衡が崩れ、大量に残存したヨウ素135の崩壊と共にキセノン135が生成され、キセノン135の急激な増大と同時に連鎖反応度が穴に落ち込んだかのように低下するグラフを示す。ヨウ素ピットとはこのようなグラフを示し、再起動が一時的に困難となっている現象を形容したものである。
なお、キセノン135と同様に原子炉内で生成される連鎖反応に悪影響を及ぼす中性子吸収物質としては、サマリウム149が知られており、こうした放射性物質による短期的な中性子捕獲は原子炉中毒 (reactor poisoning) と呼ばれる。逆に、ホウ素などに代表される安定した物質の（人為的も含めた）投入、または長寿命の核分裂生成物により長期的・永続的な中性子捕獲が起きている状況は原子炉スラッギング (reactor slagging) と呼ばれている。キセノン135を始めとする大きな反応断面積を持ち、中性子を捕獲して原子炉の核分裂反応を阻害する物質全般は、生成時の状況や物理的性質(可燃性、水溶性)などにより様々な分類が存在するが、最終的には核毒物（または中性子毒、Neutron poison）という名称で括られる事となる。

## 関連記事
- 原子力発電
- 沸騰水型原子炉
- チェルノブイリ原子力発電所事故：1991年に公表された事故の再調査報告書において、キセノンオーバーライドが起きていたと指摘した。
- ヨウ素ピット（英語版）